# Wisconsin State Amateur
Het Wisconsin State Amateur is een golfkampioenschap in de Amerikaanse staat Wisconsin. Het toernooi wordt georganiseerd door de Wisconsin State Golf Association (WSGA), die in 1901 werd opgericht.
De eerste editie van het State Amateur werd in 1901 gespeeld op de Sinnissippi Country Club (nu Janesville Country Club) en had 42 deelnemers. Winnaar was Hamilton Vose van de Milwaukee Country Club, hij was tevens de eerste president van de WSGA. Hij won het State Amateur opnieuw in 1910.
In 1971 was het aantal deelnemers zo gegroeid, dat werd overgegaan van matchplay op strokeplay. De maximale handicap voor de deelnemers is vastgesteld op 9,4. Het toernooi bestaat uit 72 holes.
Toen het State Amateur in 1971 een strokeplay-toernooi werd, kwam er in 1975 toch weer een apart matchplay toernooi. De top-25 en ties van het voorgaande jaar mogen sinds 2007 automatisch meedoen, het spelersveld wordt verder aangevuld tot 64 deelnemers. Hiervoor worden op verschillende banen 18-holes kwalificatie toernooien gespeeld.

## Hoogtepunten
- In 1930 won E.P. 'Ned' Allis  het toernooi voor de 10de keer. In 1964 werd de Wisconsin Golf Hall of Fame opgericht. Vijf spelers hregen er dat jaar een plaats: Ned Allis (10-voudig winnaar), Richard Cavanagh en Lynford Lardner (beiden 5-voudig winnaar), Wilford Wehrle (4-voudig winnaar) en Billy Sixty, 4-voudig finalist die later golfbaanarchitect werd en voor de Milwaulkee Journal over golf schreef. In 2010 werd Pat Boyle toegevoegd.
- In 2001 vond de 100ste editie plaats
- In 2005 behaalde Mark Bemoski, die eerder dat jaar het US Senior Amateur won, voor de zesde keer in vier decennia de overwinning.

## Winnaars
| - 1901: Hamilton Vose - 1902: Fred Pettit - 1903: Edward J. Buchan - 1904: Richard P. Cavanagh - 1905: William H. Yule - 1906: George W. Hewitt - 1907: Frank W. Jacobs - 1908: Fred Pettit - 1909: Richard P. Cavanagh - 1910: Hamilton Vose - 1911: E.P. 'Ned' Allis - 1912: E.P. 'Ned' Allis - 1913: Richard P. Cavanagh - 1914: E.P. 'Ned' Allis - 1915: Richard P. Cavanagh - 1916: E.P. 'Ned' Allis - 1917: August A. Jonas - 1918: niet gespeeld - 1919: E.P. 'Ned' Allis - 1920: Richard P. Cavanagh - 1921: Gordon Guilbert - 1922: E.P. 'Ned' Allis - 1923: E.P. 'Ned' Allis - 1924: Herb W. Gardner - 1925: Kenneth Dickinson | - 1926: E.P. 'Ned' Allis - 1927: J.A. Russell - 1928: E.P. 'Ned' Allis - 1929: James R. Anderson - 1930: E.P. 'Ned' Allis - 1931: Roger Rodee - 1932: Lynford Lardner - 1933: Bowden Davis - 1934: Richard Ashley - 1935: James Milward - 1936: George C. Johnson - 1937: Wilford Wehrle - 1938: Lynford Lardner - 1939: Burleigh Jacobs - 1940: Lynford Lardner - 1941: Harland Reich - 1942: Lynford Lardner - 1943: Lynford Lardner - 1944: Wilford Wehrle - 1945: Wilford Wehrle - 1946: Wilford Wehrle - 1947: William Schaller, Jr - 1948: Bob Albertus - 1949: Mike Bencriscutto - 1950: Mike Bencriscutto | - 1951: John Jamieson - 1952: Tommy Veech - 1953: John M. Hayes - 1954: Bob Johnson - 1955: Lief Larson - 1956: Steve Caravello - 1957: Steve Caravello - 1958: Dick Sucher - 1959: Bobby Brue - 1960: Steve Smith - 1961: Gib Larson - 1962: Walter Atwood - 1963: Archie Dadian - 1964: Jay Lohmiller - 1965: Ralph “Butch” Schlicht - 1966: Don Iverson - 1967: Dick Sucher - 1968: Bob Unger - 1969: Andy North - 1970: Doug Weiss - 1971: George Madsen - 1972: Doug Weiss - 1973: Jeff Radder - 1974: Archie Dadian - 1975: John Pallin | - 1976: Mark Bemowski - 1977: Alex Antonio - 1978: John Pallin - 1979: Tom Schurman - 1980: Greg Dick - 1981: Mark Bemowski - 1982: Craig Brischke - 1983: Jeff Bisbee - 1984: Mark Bemowski - 1985: Steve Stricker - 1986: John P. Hayes - 1987: Jules “Skip” Kendall - 1988: John P. Hayes - 1989: David Miley - 1990: Ron Wuensche - 1991: Casey Brozek - 1992: Jason Samuelian - 1993: Tim Cantwell Jr - 1994: Tom Strong - 1995: Robert Gregorski - 1996: Mark Wilson - 1997: Mark Bemowski - 1998: Robert Gregorski - 1999: Mark Bemowski - 2000: Pat Boyle | - 2001: Ryan Quinn - 2002: Ryan Quinn - 2003: Brian Brodell - 2004: Pat Boyle - 2005: Mark Bemowski - 2006: Daniel Woltmann - 2007: Travis Meyer - 2008: Ben Bendtsen III - 2009: Tyler Obermueller - 2010: Jordan Elsen - 2011: Mike McDonald - 2012: Brady Strangstalien - 2013: Jordan Niebrugge - 2014: 21-24 juli |